# Fotografi

Principen för en hålkamera eller camera obscura.
Ljus som reflekteras från ett objekt passerar ett hål och bildar en uppochnervänd bild.

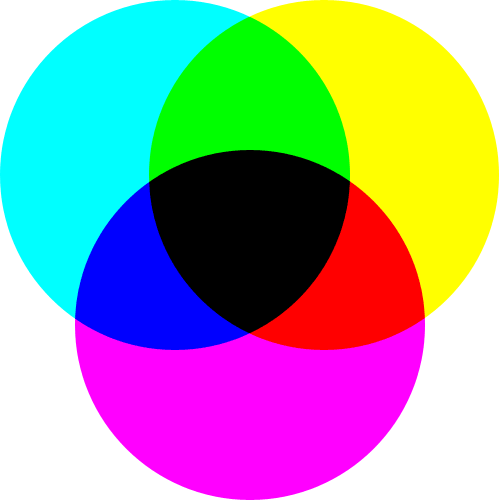
Subtraktiv färgblandning är en grundläggande teknik i färgfotografi.
Det är bakgrundens färg som separeras till tre primärfärger. Om ingenting släpps igenom blir det svart.

Fotografi är vetenskapen om framställning och behandling av fotografier. Ett fotografi (även kallat foto eller kort) är också själva benämningen på den tvådimensionella avbildningen av verkligheten som skapas genom att ljus fångas på ett ljuskänsligt medium (fotografisk film eller via en bildsensor) genom eller i en kamera, antingen mekaniskt, kemiskt eller elektroniskt. Själva avbildningen kopieras sedan vanligen på ett fotopapper, som då utgör det egentliga fotografiet, eller så reproduceras och förevisas det exempelvis på en bildskärm.
Ordet fotografi kommer från grekiskans φως phos, ljus, och γράφω graphō, skriva, rita, av grekiska grạphhein - skriva, rita, det vill säga att måla, skriva eller rita med ljus. En fotografisk avbildning kan beroende på vilket ljuskänsligt medium som används bli svartvit eller i färg. Själva bilden som avtecknar sig på det är som regel i färg. Som ett sätt för visuell kommunikation och uttryck har fotografier distinkta estetiska förmågor.  Fotografi är också grunden för filmkonsten.

## Historik

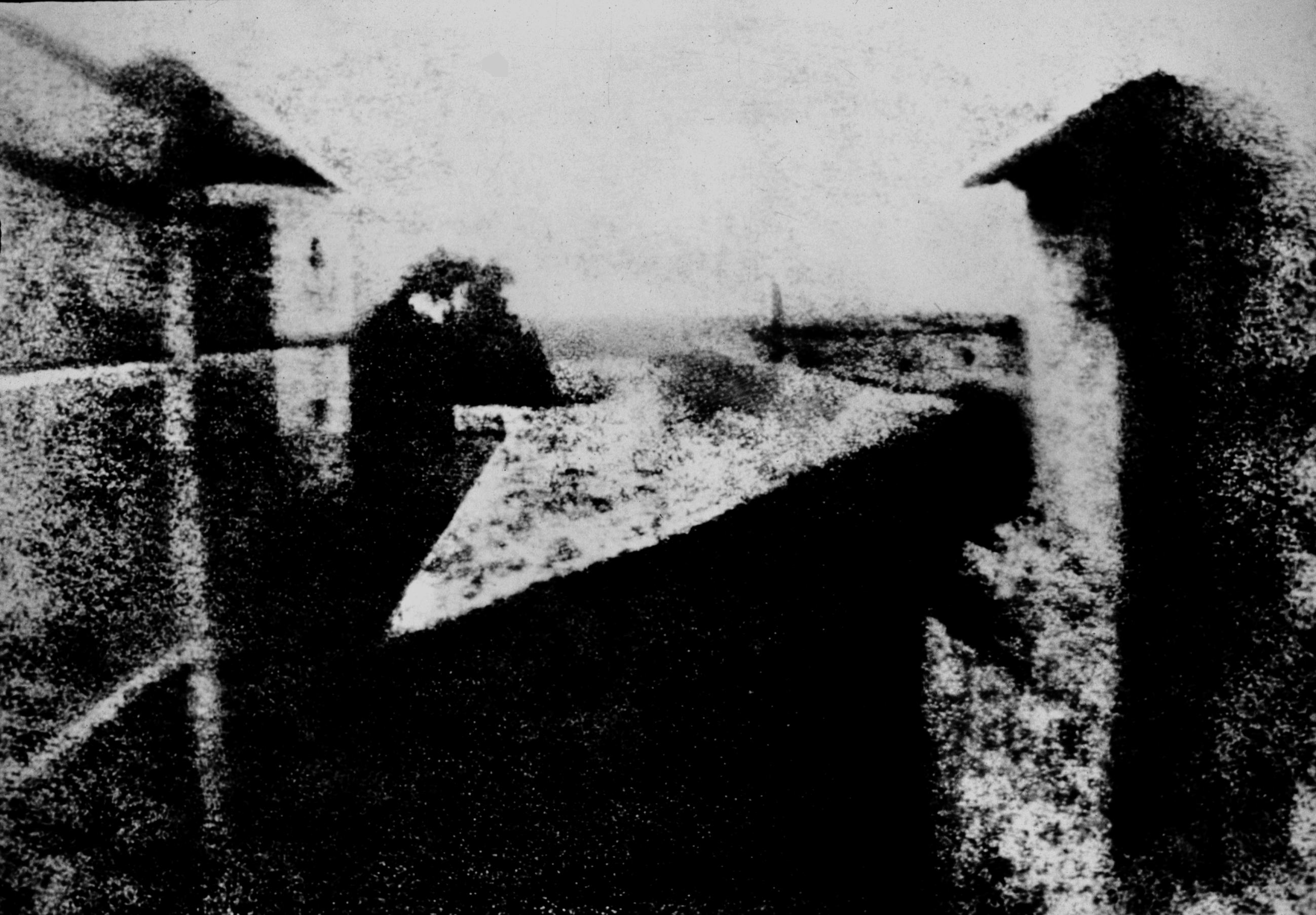
Ett av världens äldsta bevarade fotografier, taget 1826 eller 1827. Bilden, kallad Utsikt från fönstret i Le Gras, visar utsikten från Nicéphore Niépces fönster i Saint-Loupe-de-Varennes.

Fotografins historia börjar redan på 1000-talet efter Kristus, när principen för camera obscura (mörkt rum) och ritkameror typ camera lucida beskrivs som olika metoder för att ersätta handens verk med självtecknande på ritpapper. Själva tekniken utvecklades dock inte förrän på 1500-talet. Med optikens framsteg kunde efterhand allt ljusstarkare bilder projiceras. Det återstående problemet var att göra bilden varaktig.
De äldsta bevarade fotografierna är tagna omkring 1826 av Joseph Nicéphore Niépce och var resultatet av många års experiment. Daguerreotypin, som bygger på Niépces och den senare kompanjonens Daguerre arbeten, var det första systemet som användes i någon större skala. Under 1800-talet skedde sedan många stora tekniska landvinningar, bland annat möjligheten att göra flera kopior från samma plåt, George Eastman och hans företag Kodaks kameror för allmänheten och stereofotografin (som bland annat används för 3D-bilder idag).
1900-talets största innovationer var småbildskameran med 35 mm-film (med beteckningen 135), samt den digitala fotografin.
I dag kan vi indela kamerorna i följande klasser: småbildskameror (som tenderar att bli digitala), mellanformatskameror och storformatskameror. Andra klasser såsom lådkameran och bälgkameran är kraftigt marginaliserade eller har gått till fotohistorien.
Redan tidigt i fotografins historia utvecklades tekniker för att manipulera den slutgiltiga bilden, både direkt framför kameran (som i fallet med Cottingleyälvorna, 1917-1920, som lurade Sir Arthur Conan Doyle), eller med dubbelexponering, eller under framkallningen. I diktaturer har det till exempel blivit vanligt att redigera bort obekväma människor från i övrigt godkända fotografier.
En del bilder kan sägas ha förändrat världshistorien eller åtminstone starkt påverkat världsopinionen, bland annat de på vietnameser på väg att avrättas under Vietnamkriget.[källa behövs]

## Fotografiets natur
| ”                                                                  | Fotografier är "memento mori": i vilka utsnitt av verkligheten fryses, hålls kvar och görs oförgänglig. Därigenom anspelar fotografiet desto mer på förgänglighet, sårbarhet, tidens gång och vår dödlighet. Fotografiet pekar både på något som är (nämligen bilden) och något som inte är (nämligen verkligheten som berövades del av rummet i och med att bilden togs). Att fixera något är även att peka på förgänglighet. | „ |
| – Bent Fausing, lektor i masskommunikation, Köpenhamns universitet | |   |

### Fotomaterialets utveckling
- 1725 Johan Heinrich Schulze upptäcker att silversalter är ljuskänsliga och ändrar färg.
- Karl Wilhelm Scheele demonstrerar att silversalter är ljuskänsliga och ändrar färg.
- Thomas Wedgwood (1771–1805) gjorde bilder utan kamera med silversalter.
- 1826 Asfaltfotografi, Nicéphore Niépce. Innan dess gjordes asfaltfotoreproduktioner utan kamera.
- 1839–1860 Daguerreotypi LJM Daguerre (F), ett silverplåt görs ljuskänslig med jodånga, exponeras i kameran och framkallas med kvicksilverånga.
- 1840–1855 Calotypi, Henry Fox Talbot (GB), svart/vita negativ; bildskikt utan bindemedel.
- 1848–1885 Albuminplåt, Abel Niepce de Saint-Victor (F), s/v negativ; kopparplåt eller från 1851 glasplåt med albumin och silver.
- 1850–1910 Albuminpapper, L-D Blanquart-Évrard (F), s/v positiv; papper med albumin och silver.
- 1851–1890 Våt kollodiumplåt, Frederick Scott Archer (GB), s/v negativ; glasplåt med kollodium och silver.
- 1852–1890 Ambrotypi, FS Archer (GB) / J A Cutting (USA), s/v negativ/positiv; glasplåt med kollodium och silver; den negativa bilden framträder som positiv med mörk bakgrund.
- 1852–1930 Ferrotypi, A-A Martin (F), s/v positiv metall med kollodium och silver.
- 1853–1865 Pannotypi, Wulff & Co. (F), s/v positiv; vaxduk med kollodium och silver.
- 1861 Första färgbilden, JC Maxwell (GB), färgpositiv; tre svart/vita negativ exponerade genom R-, G- och B-filter. Tre positiva färgseparationer färgas i färgbad och monteras så att alla tre bilder registreras med varandra.[9]
- 1864–1930 Koltryck, JW Swan (GB), s/v positiv papper med gelatin och pigment.
- 1873 Silver-bromid/klorid/klorid-bromid-papper, LR Maddox (GB) P. Mawdsley (GB), s/v positiv; papper med gelatin/silver-emulsion.
- 1882–1950 Silverklorid-gelatinpapper/Aristotypi/Aristopapper*, W De W Abney (GB), s/v positiv; papper med gelatin/silver-emulsion.
- 1873–1930 Platinatryck, W Willis (GB), s/v positiv; bildskikt utan bindemedel.
- 1880–1930 Crystoleum, färgpositiv; från baksidan kolorerad s/v bildskikt uppklistrad på glas.
- 1880–1975 Silverbromid-gelatinplåt, LR Maddox (GB) / CH Bennet (GB), s/v negativ; glasplåt med gelatin/silver-emulsion. Med denna process erhölls en mycket ljuskänslig emulsion.
- 1888–1910 Celloidin-papper, Aristotypi/Aristopapper*, G.W. Simpson (GB), s/v positiv; papper med kollodium och silver.
- 1889–1969 Cellulosanitrat-negativ; s/v negativ, film av cellulosanitrat bas med gelatin/silver-emulsion, lättantändlig, under vissa omständigheter starkt självdestruerande och självantändlig.
- 1895–1930 Colour-Screen, färg; s/v gelatin/silver-emulsion integrerad med flerfärgsfilter s.k. colour screen ex. på processer;
- 1895 Linjerasterprocessen för färgfotografi, John Joly (Irland)
- 1891 Lippmanplåt. Direktfärg i kameran. Gabriel Lippmann fick Nobelpriset i fysik (1908) för den första färgfototekniken[10]
- 1903 Autochromemetoden, Auguste och Louis Lumière (F), en färgfotoprocess, som introducerades 1907 och dominerade färgmarknaden till 1930-talet.
- 1916 Agfa Colour, Agfa (D).
- 1935 Dufaycolour, L.Dufay.
- 1912– Tripack, R.Fischer (D), färg; patentering av process med tre emulsionslager, ett för varje RGB-grundfärg samt ett gulfilter för att reducera blåkänsligheten hos de röda och gröna skikten, bildinformationen bestod av färgbildande ämnen.
- 1920-talet acetatfilm, s/v & färg negativ; film med gelatin/silver-emulsion respektive färgämnen, benämnd safety film så som varande mindre lättantändligt alternativ till cellulosa-nitratfilmen, tri-acetat är idag den vanligast förekommande filmbasen men polyester ersätter den mer och mer.
- 1935 Kodachrome diafilm.
- 1936 Agfacolor diafilm.
- 1960-talet polyesterfilm, s/v & färg negativ; film med gelatin/silver-emulsion respektive färgämnen.
- 1960-talet PE-papper, RC-papper; plastpapper, s/v & färg påsiktsbilder polyetenbelagd fiberbas med gelatin/silver-emulsion respektive färgämnen; plastpapper benämns vanligen PE-papper i Europa, efter förkortningen av polyeten och RC-papper i Nordamerika efter förkortningen av resin coated.

## Fotografins användningsområden

Eadweard Muybridge använde tidigt kameran för att studera kroppar i rörelse.

Fotografin fick många intressenter redan från början. Forskare har använt fotografi för att bevara och studera rörelser, ända sedan Eadweard Muybridges studier av människor och djurs rörelsemönster redan 1887. Konstnärer har visat ett lika stort intresse, men inte bara av att utforska det mekaniska sättet att representera verkligheten utan även av mer impressionistiska möjligheter. Militären, polisen och olika säkerhetssystem använder fotografi för övervakning, identifiering, bevisföring och dataförvaring. Privat används fotografin för att bevara minnen och för underhållning i till exempel porträtt, fotoalbum och skolkataloger.
En ny användning av fotografi är webbkameror som bevakar väder, händelserika platser, etc. För den allmänna säkerheten används på utsatta trafikleder och på andra trafikerade platser digitala fartkameror och övervakningskameror.
Införskaffning av bilder för att illustrera egna verk är sedan internets framväxt inget stort problem, inte minst därför att många amatörer lägger ut sina egna fotoalbum på nätet. Dock har det lett till att det har blivit en svår fråga med upphovsrätten.
Möjligheterna att scanna foton, negativ och diabilder medför att traditionella foton digitaliseras.

### Fotografi i kommersiellt bruk

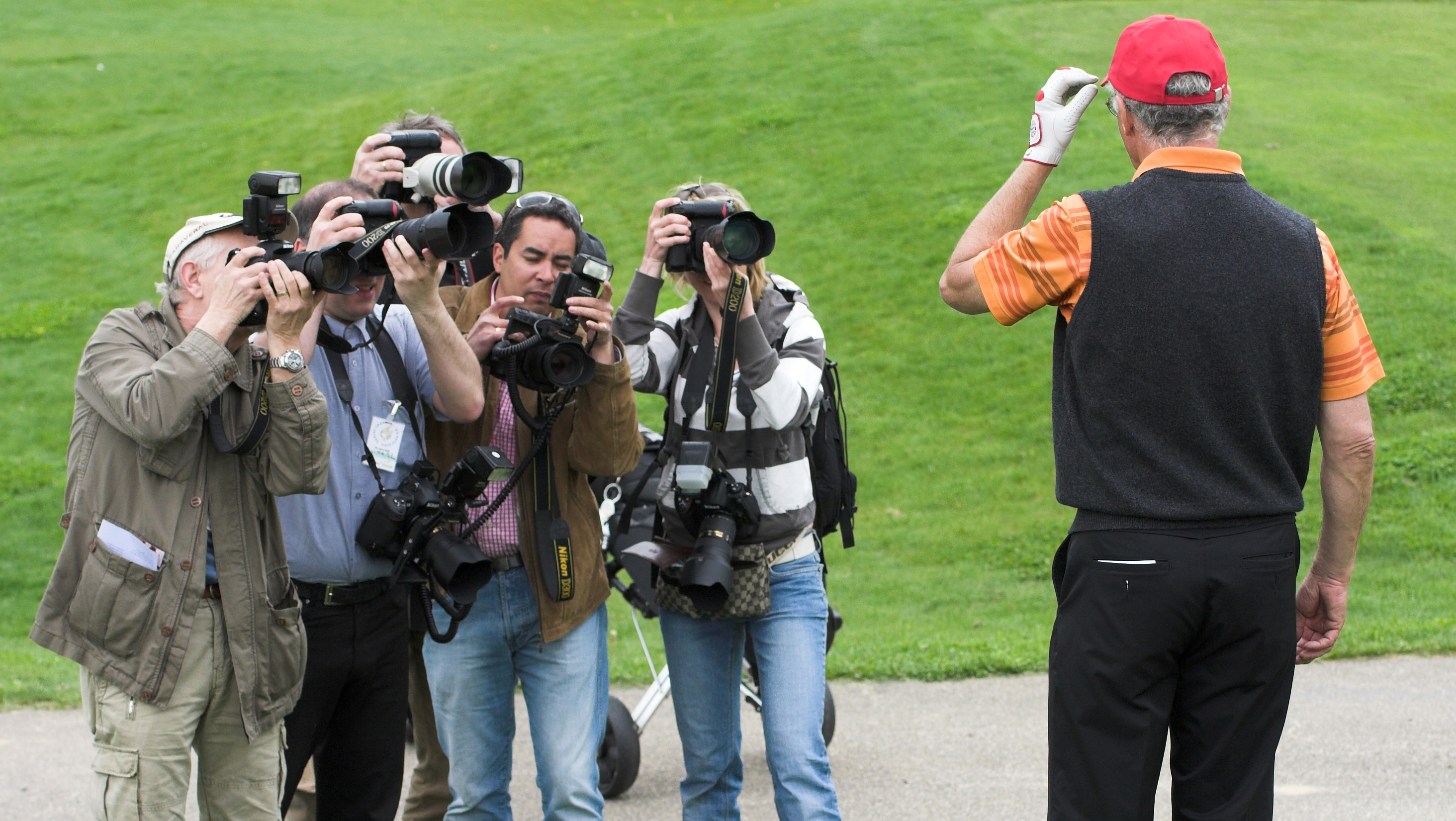
Pressfotografer vid en golfturnering.

Fotografi kan bland annat användas i följande olika typer av kommersiellt bruk:
- Pressfoto
- reklamfoto: bilder som är tagna för att illustrera en tjänst eller en produkt. Idén tas oftast fram av en reklambyrå.
- mode- och modellfotografi: den här typen betonar antingen kläderna/produkten eller modellen, som i vissa fall är naken, se naketfotografi.
- stillebenfotografi - föreställer vanligen döda, vardagliga ting.
- illustrationsbilder: foton som är tagna för att illustrera en historia eller idé i en tidskrift, tidning eller bok. Sådana bilder bestäms av redaktionen eller förlaget.
- bildjournalistik: eventuellt en undergrupp till illustrationsbilder. Bilder accepteras här som dokumentation av en nyhetshändelse eller sportevenemang (se även sportfotografi)
- porträtt eller bröllopsfoto: foton som tas och säljs direkt till bildens slutanvändare.
- konstfotografi: foton som tas enligt en vision, reproduceras och sedan säljs direkt till kunden.
- landskapsfotografi och flygfotografi: foton som tas till exempel för försäljning som vykort.
- arkitekturfotografi
- naturfotografi
- makrofotografi
- matfotografi

Marknaden för fotografi visar på sanningshalten i ordspråket att "en bild säger mer än tusen ord". Tidningar, tidskrifter, webbyråer, reklambyråer och andra företag betalar för bilder. Det finns även bildbyråer som säljer arkivbilder för användning i till exempel tidningar. En av de mest kända bildbyråerna är Magnum som verkat ända sedan 1947.

### Fotografi som konstform

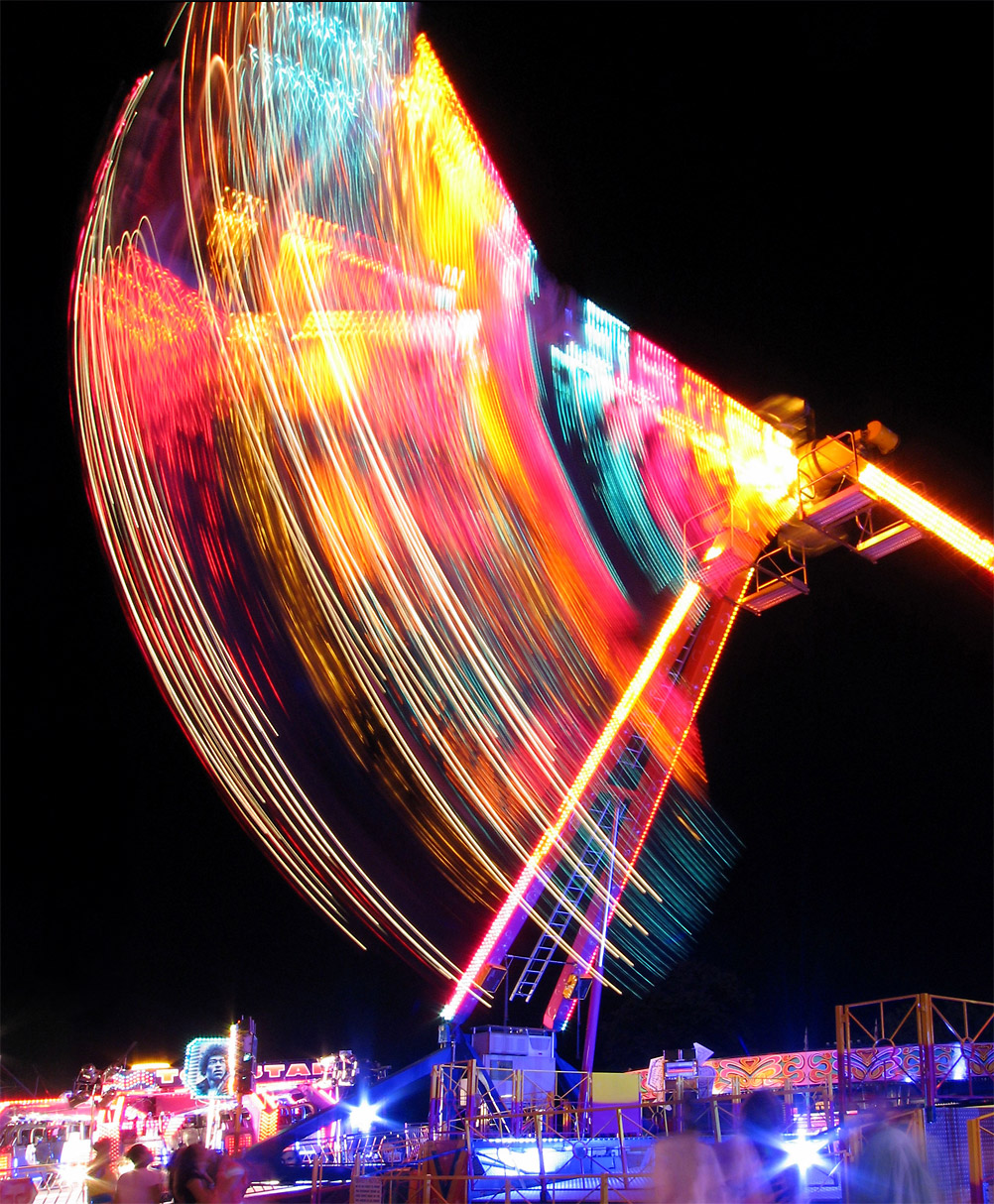
Manuell inställning av slutartid och exponeringstid kan skapa ovanliga resultat.

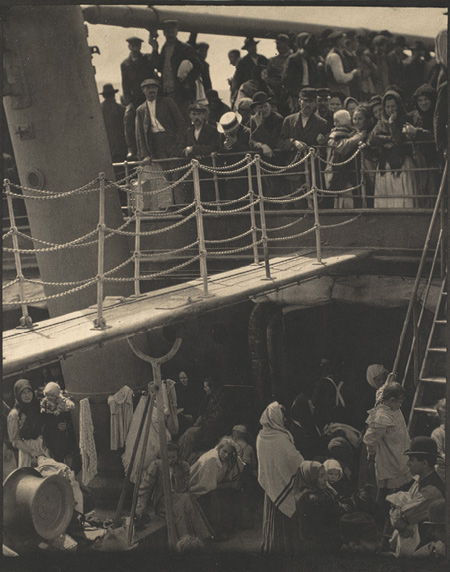
Alfred Stieglitzs klassiska bild The Steerage har en unik estetik för svartvita foton.

Under 1900-talet blev både konst- och dokumentärfotograferingen accepterade inom västvärldens konstvärld. Bland de största förespråkarna för detta var Alfred Stieglitz, Edward Steichen, John Szarkowski och Edward Weston.
De första konstfotograferna, till exempel den tyske porträttören Nicola Perscheid och den tysk-svenske fotografen Henry B. Goodwin, försökte imitera olika målartekniker. Denna rörelse kallas piktorialism och använde ofta mjukt fokus för att skapa en drömsk, "romantisk" känsla. En motrörelse kom från bland andra Ansel Adams, som var en av grundarna av f/64-gruppen som förespråkade skarpa bilder som inte imiterade andra konstformer.
Fotografins estetik diskuteras fortfarande, framförallt inom konstvärlden. Många konstnärer menar att fotografi är en mekanisk reproduktion av en bild och att det möjligen inte passar in i definitionen av konst. Ifall fotografi är konst, då måste man definiera vad som gör det vackert för åskådaren.
En definition av konstnärligt fotografi återfinns i Casell's Cyclopedia of Photography av Bernard E James:
| ”                                                                                                  | "A frequently used but somewhat vague term. The idea underlying it is that the producer of a given picture has aimed at something more than a merely realistic rendering of the subject, and has attempted to convey a personal impression" | „ |
| – Jones, Bernard E. Cassell's cyclopaedia of photography. New York: Arno, 1973. ISBN 0-405-04922-6 | |   |

## Fotografiska processer och material

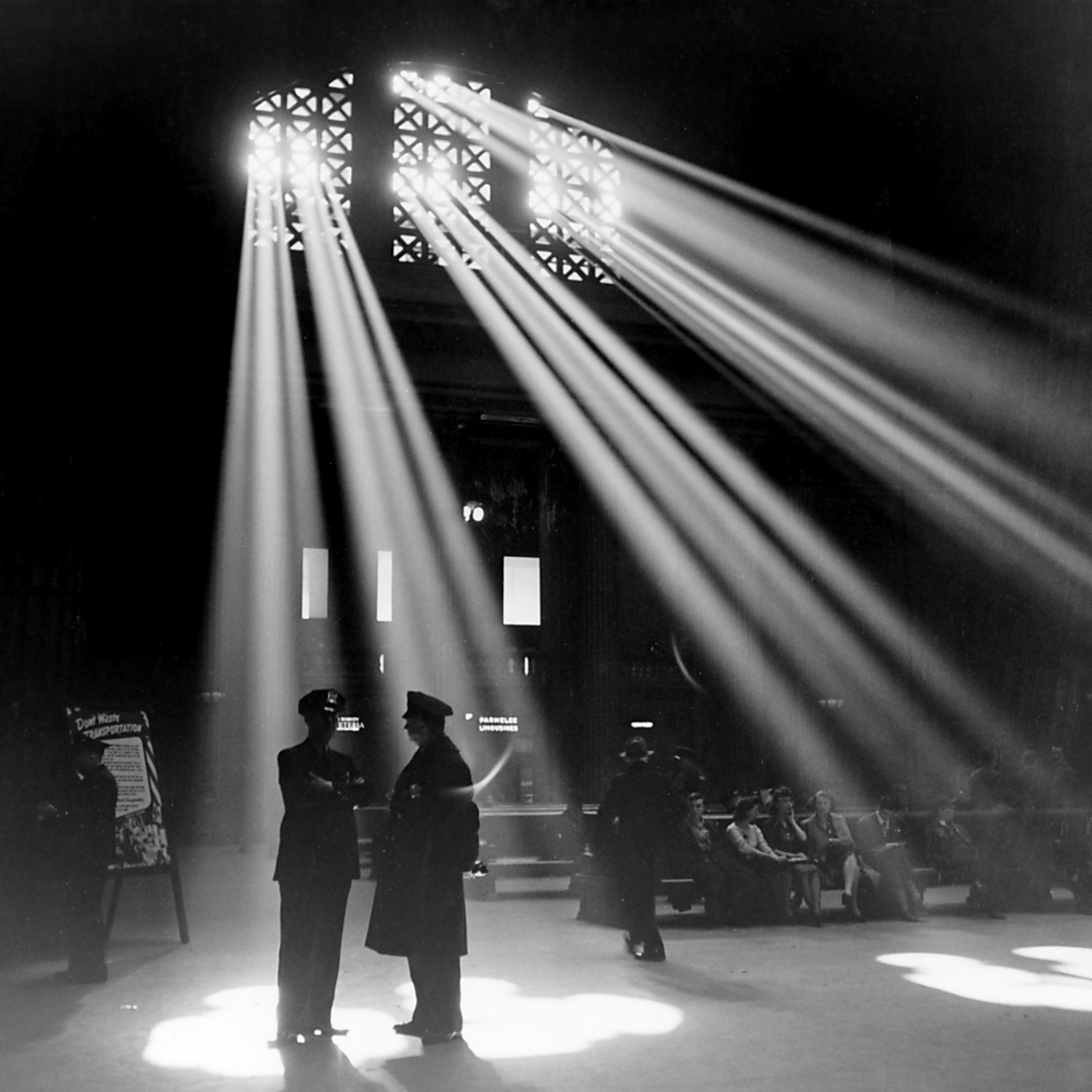
En svartvit bild från Union Station, Chicago (1943).

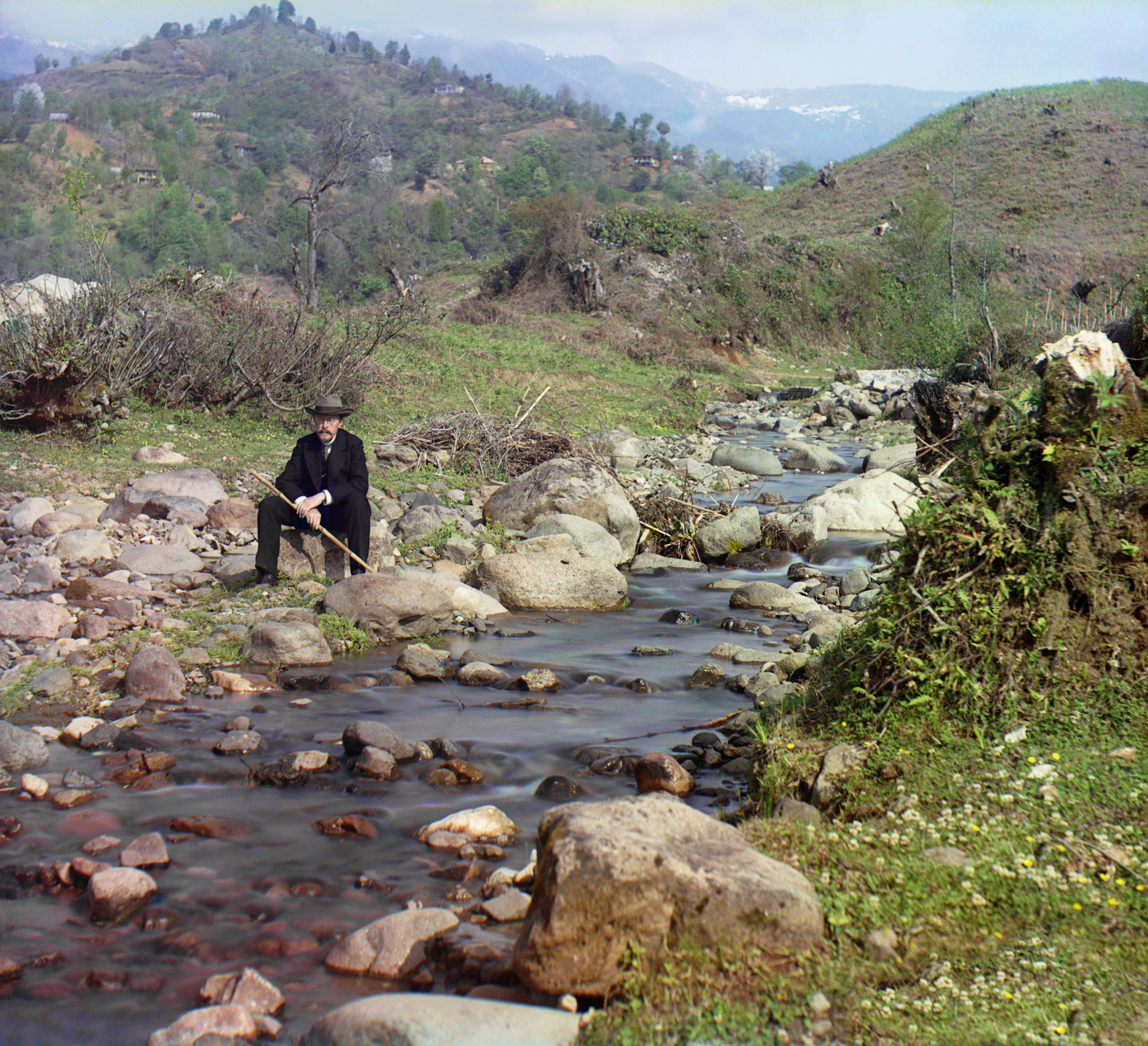
Tidigt färgfotografi av Prokudin-Gorskij (1915).

### Svartvit fotografi
Under de första decennierna var fotografin svartvit, det vill säga i gråskala, eftersom filmen då inte kunde återge färger. Även efter att färgfilm blev tillgänglig fortsatte den svartvita fotografin att dominera marknaden, bland annat för att det var billigare och krävde mindre utrustning. Svartvit film var också lättare att framkalla eftersom det var färre steg i processen. Under senare delen av 1900-talet har dock färgfilmen tagit över marknaden.
Vissa digitala fullfärgsfoton bearbetas genom olika tekniker för att skapa svartvita foton, men det finns även speciella kameror för svartvit fotografi. Vanligtvis används särskild film för svartvit fotografi.
En del svartvit fotografi använde inte svart som kontrastfärg till vitt, utan sepia, en brunaktig färg.

### Färgfotografi

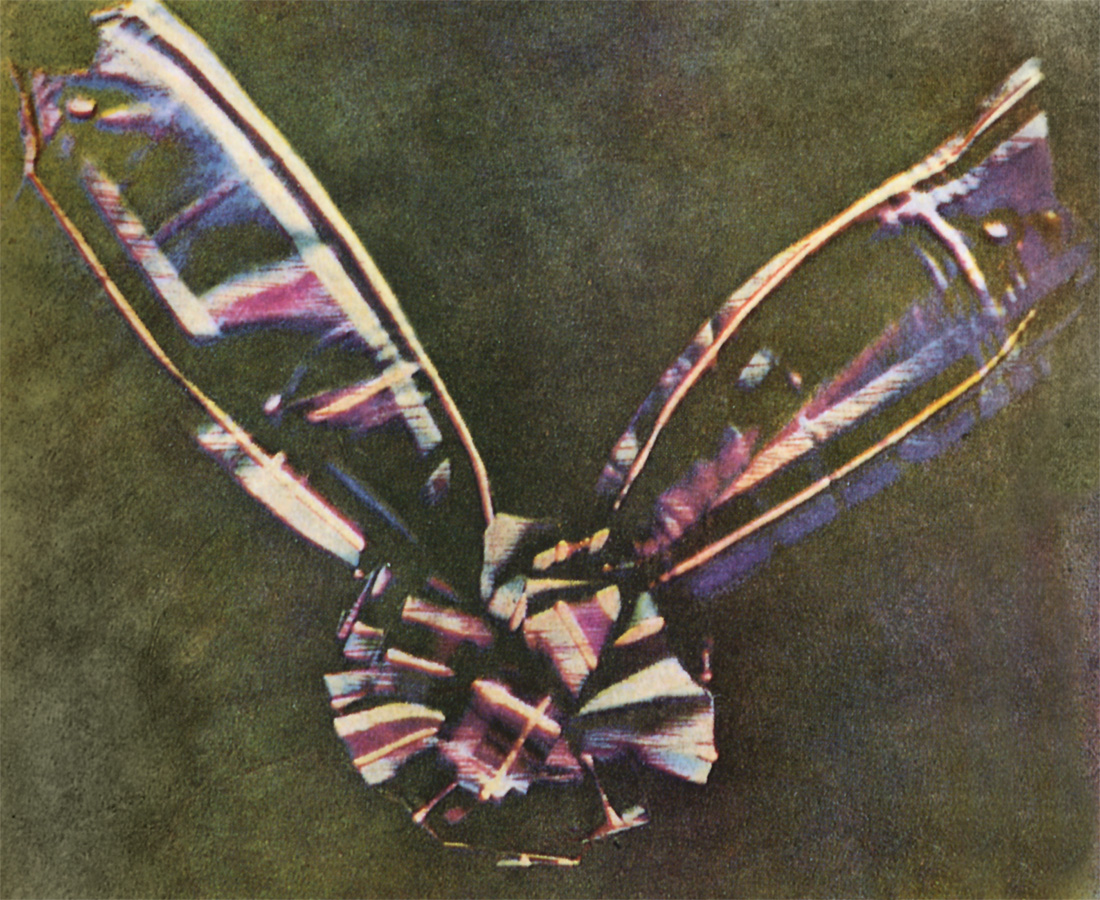
Detta anses vara världens första färgfoto, taget 1861 av James Clerk Maxwell.

Tekniken med färgfotografering utvecklades i mitten av 1800-talet. Tidiga experiment hade problem med att fixera bilderna och att förhindra färgerna från att blekna. Det första permanenta färgfotografiet togs 1861 av fysikern James Clerk Maxwell.
En av de tidiga metoderna för att ta färgfoton var att använda tre kameror. Varje kamera hade ett färgfilter framför objektivet, vilket gav de tre grundläggande kanalerna för att återskapa en färgbild i mörkrum eller framkallningslabbet. Den ryske fotografen Sergej Prokudin-Gorskij utvecklade en annan teknik med tre färgplåtar som togs i snabb följd.
Det dröjde till det tidiga 1900-talet innan färgfilmen kunde ta upp mer än mycket begränsade färger. Det var tack vare fotokemister såsom Hermann Wilhelm Vogel som emulsion med tillräcklig känslighet för grönt och rött ljus blev tillgängligt.
Olika färgfilmer utvecklades från 1907 av bröderna Lumière som byggde på autochromemetoden och principen additiv färgblandning. I mitten av 1930-talet kom olika filmföretag såsom tyska Agfa och amerikanska Kodak med nya lösningar som gav finare korn och snabbare exponeringstider. Dessa byggde på subtraktiv färgblandning. Agfas Agfacolor Neu (1936) hade färgen integrerad i emulsionslagren, vilket gjorde den mycket lättare att framkalla. De flesta moderna filmer (utom Kodachrome) är baserade på denna teknik. 1963 introducerade Polaroid de första färgfilmerna som framkallades på ett par sekunder inuti kameran.
Färgfoton kan skapa bilder som antingen är positiva (det vill säga har samma färger som verkligheten) på genomskinlig film för att användas i diaprojektor eller som negativ (som har omvänt färgförhållande) för att användas för att skapa positiva förstoringar på särskilt fotopapper. Den senare formen är den allra vanligaste för framkallning av färgfilm.

### Digitalt fotografi

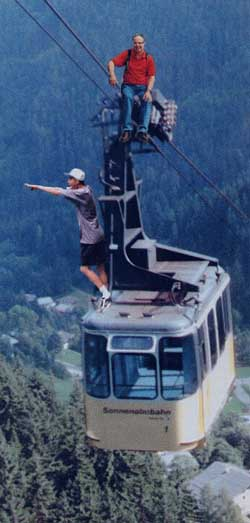
Fotografier är lätta att manipulera med digitala bildbehandlingsprogram.

Filmbaserad fotografi har blivit svår för militär underrättelsetjänst som arbetat långt ifrån ett fotolabb, framförallt då kapprustningen under kalla kriget pressat flygfotografer att leverera allt snabbare. Efter nedskjutningen av Gary Powers 1962 övergick USA att satsa på spionsatelliter. De första modellerna levererade oframkallad film till Jorden. Sovjet hade redan 1958 skjutit upp Luna 3 med eget framkallningslabb för att fotografera månens baksida, men när den skulle scanna fotografierna och överföra dem via radio blev kvaliteten ganska dålig. I december 1976 sköt USA upp KH-11 som var den första spionsatelliten som tog digitalfoton.
Vid denna tid var nyhetsfotografer hårt pressade av konkurrensen med televisionen och det dröjde inte länge förrän elektroniska kameror kom ut på den civila marknaden. 1981 presenterade företaget Sony en kamera utan film, Sony Mavica, med en CCD (Charge-Coupled Decive), som dock visade bilderna på en TV och inte var helt digital även om den sparade bilderna på en disk. 1990 kom Kodaks DCS 100, den första kommersiellt tillgängliga digitalkameran.
Den största skillnaden mellan digital och filmbaserad fotografi är att det inom analog fotografi är svårare att manipulera bilden eftersom det involverar film, optik och fotopapper, medan det är ganska lätt med digitala bilder, vilket gör det lättare för amatörfotografer att ta bra bilder. Eftersom fotografi delvis är förknippat med sanningen ("Kameran ljuger inte") har digitala bilder orsakat många etiska spörsmål. Många fotojournalister har uttryckt att de inte kommer att kombinera element ur olika foton och påstå att de är verkliga fotografier. Därför har flera domstolar meddelat att de inte accepterar digitala bilder som bevis eftersom de är lätta att förfalska.
Digital fotografi har snabbt tagit över stora delar av den filmbaserade fotografin både på den privata och professionella marknaden. I januari 2004 tillkännagav Kodak att man inte längre skulle tillverka kameror som använde fotografisk film. Nikon och Canon har senare gjort likadant.

### Andra typer av fotografi
Det finns även andra typer av fotografi än de ovan nämnda. Några typer kräver mycket speciella kameror och annan kringutrustning, såsom nattfotografi (kräver stativ på grund av förlängd exponeringstid), infraröd fotografering (särskild film och filter framför objektivet), undervattensfotografering (vattentätt kamerahus och vidvinkelobjektiv på grund av vattnets brytningsgrad) och stereofotografi (särskild kamera med dubbla objektiv eller speciell adapter som delar upp bilden i två delar, till exempel för att skapa 3D-effekter).

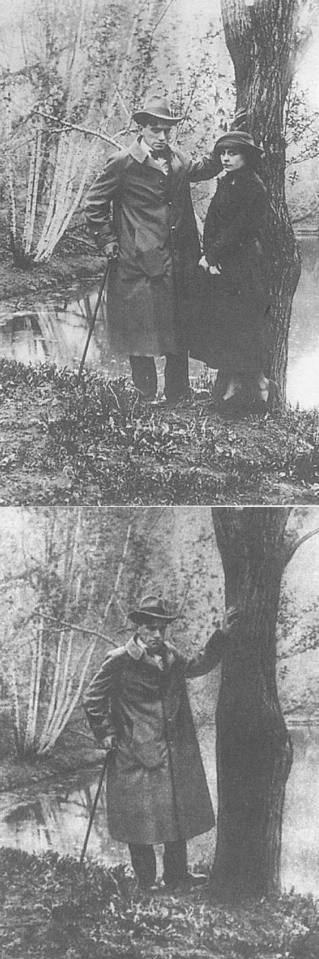
En tidig bildmanipulering där Vladimir Majakovskijs gifta älskarinna, Lilja Brik suddades ut ur bilden av politiska skäl.

En av de mest utstickande formerna av fotografi är fotomontaget, där flera foton satts ihop eller på andra sätt bearbetats, antingen fysiskt eller genom något bildredigeringsprogram. Sådana montage finns i två huvudtyper: collage och bildmanipuleringar.
Misslyckade bilder finns av många slag, till exempel foton utan fokus, med fel beskärning, med ett oväntat objekt framför kameran och med objekt som ser annorlunda ut i verkligheten. En extrem typ av misslyckade bilder som lurat folk att det finns andar är gjord med s.k. Kirlianfotografi. Se även orb.
I juni 2003 ägde det största fotografiska projektet i Sverige rum, då 24 000 bilder skickades in till en jury, som resulterade i boken En Dag I Sverige.

## Bildspråk utifrån tekniska aspekter
Det finns en rad tekniska aspekter som påverkar bildens uttryck och bildspråk utöver bildens mise en scène, dvs iscensättning. Ett antal exempel är följande:
- Digitalt eller analogt fotograferingsförfarande
- Format - småbildsformat, mellanformat, storformat
- Bildutsnitt - helbild, halvbild, närbild
- Kameraobjektiv - vidvinkel, teleobjektiv, etc
- Bildvinkel - grodperspektiv, etc
- Fokus - skärpedjup, skärpeplan
- Exponeringstid
- Ljussättning - naturligt ljus, studioljus, etc
- Färgsättning - Technicolor, svartvitt, sepia, gröntoner, etc
- Filmval - styr kornighet, detaljrikedom, färgmättnad, etc
- Kopieringsförfarande - C-print, gummitryck, lambda print, lightjet, ädelförfarande, platina palladium, silvergelatintryck, etc